# Лайоль (сир)
Лайоль (фр. Laguiole [lajɔl], іноді називають Том-де-Лайоль (фр. Tome de Laguiole)) — неварений пресований французький сир із коров'ячого молока.

## Історія
Сир виробляють на плато Обрак, що розташоване на висоті 800–1500 м в департаменті Аверон на півдні Франції. Він був винайдений ченцями в XIX столітті і бере свою назву від невеликого села Лайоль. 1961 року Лайоль отримав сертифікат AOC.

## Виготовлення
Для виготовлення сиру використовують сире непастеризоване молоко від корів породи французький сименталь або обрак, зібране в період з травня по жовтень на висоті понад 800 м над рівнем моря.
Після звурджування молока, кальє пресують, потім подрібнюють, солять та поміщають у форму та знову пресують. Після цього сир поміщають в сирий прохолодний льох для дозрівання, яке триває 4–12 місяців.

## Опис
Лайоль має форму циліндра діаметром 40 см, висотою 40 см і вагою 45–48 кг. Голівка сиру покрита сірувато-коричневою кіркою завтовшки до 3 см. М'якоть має золотисто-жовтий колір, жирність не менше 45 %. Сир має кислуватий смак із відтінками гірських трав — тирличу, фенхеля та чебрецю.
Лайоль найкраще всього поєднується з червоними винами Côtes du Rhône і Hermitage, а також Marcillac, Buzet і Côtes du Frontonnais.

## Галерея

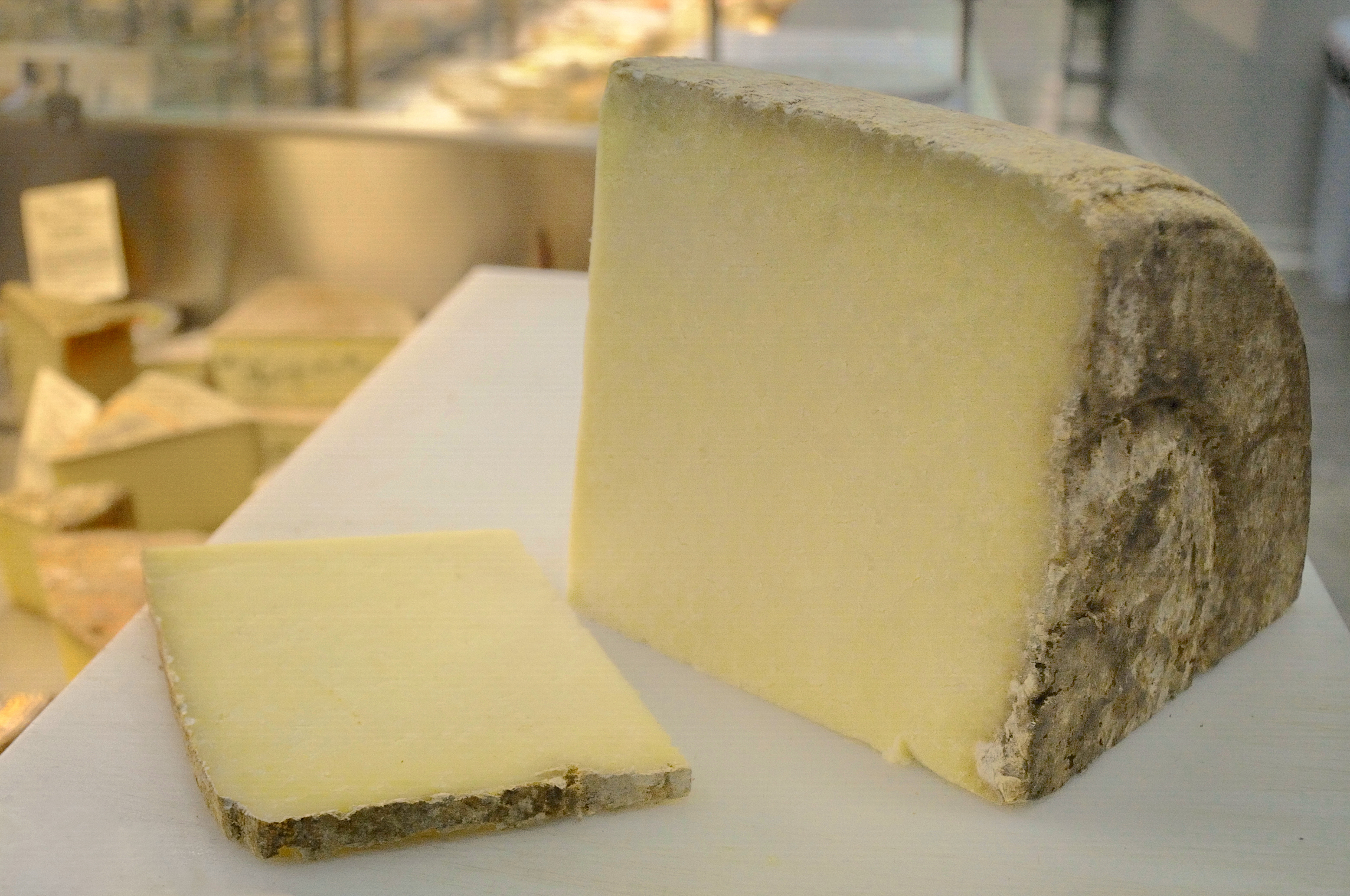
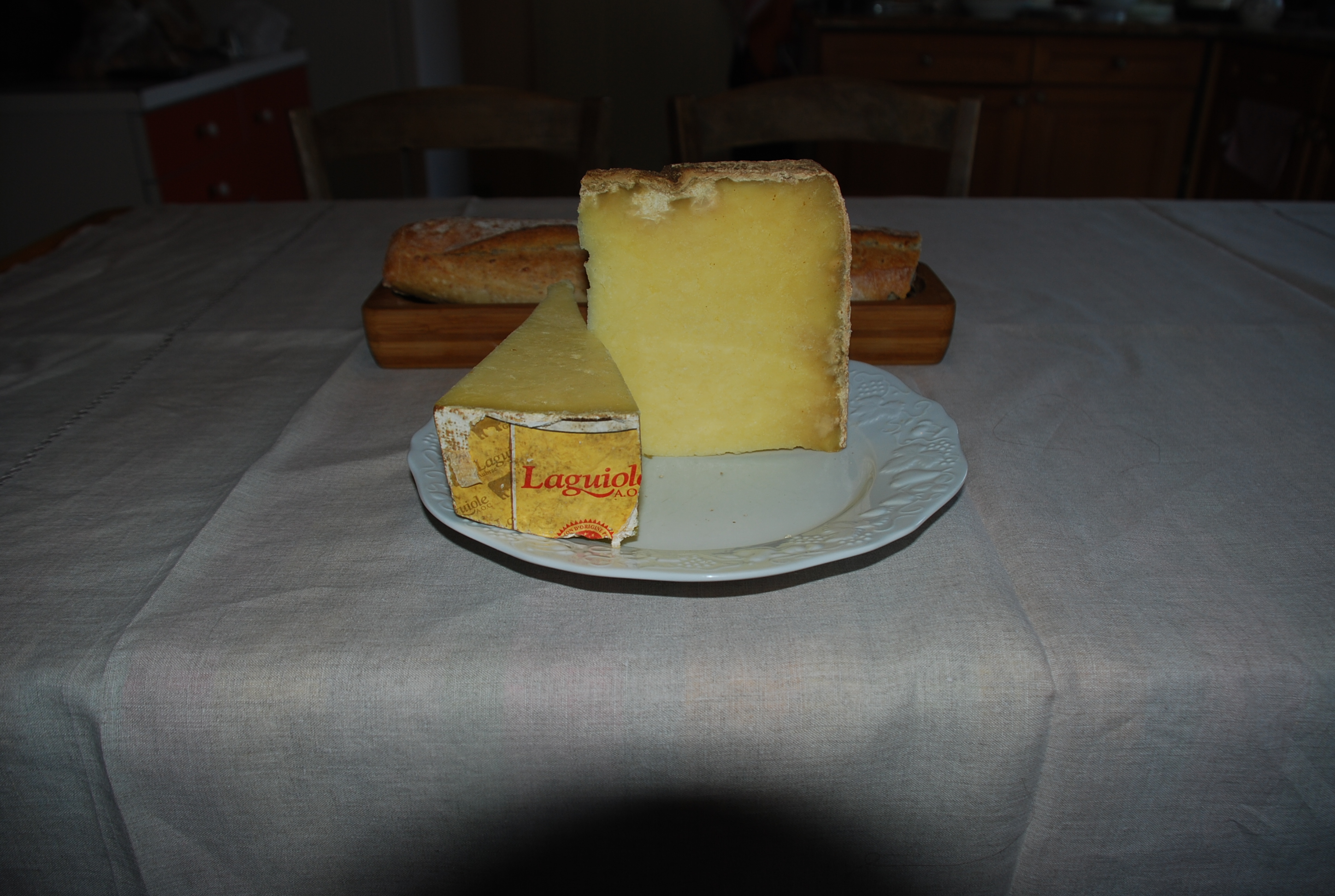
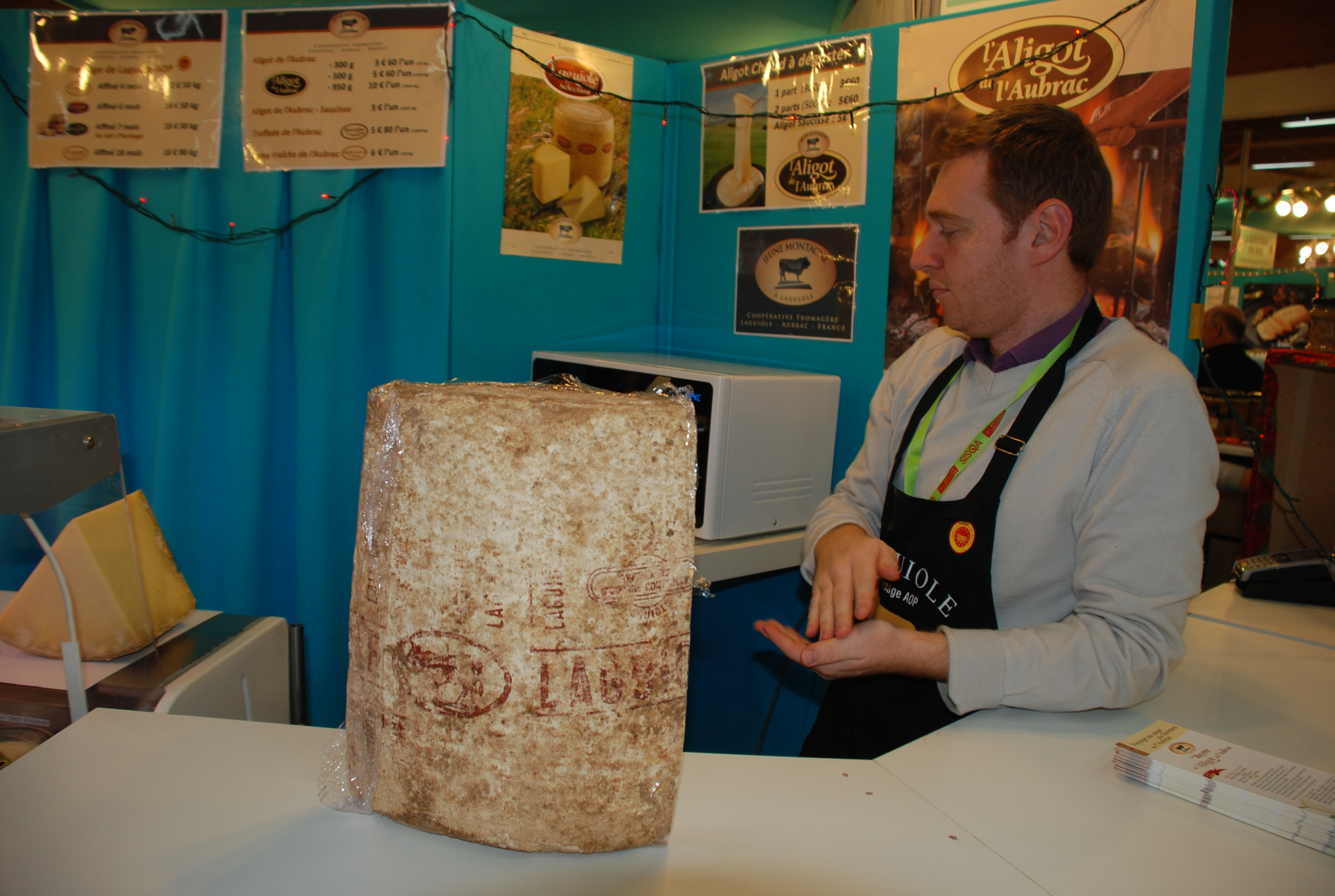
Сир на прилавку магазина у Тулузі, 2013 рік